# Ranko Veselinović
Ranko Veselinović (en serbio: Ранко Веселиновић, Novi Sad, Serbia y Montenegro; 24 de marzo de 1999) es un futbolista serbio. Juega de defensa central y su equipo actual es el Vancouver Whitecaps de la Major League Soccer. Es internacional absoluto por la selección de Serbia desde 2021.

## Trayectoria
Formado en las inferiores del FK Vojvodina, Veselinović fue promovido al primer equipo en la temporada 2016-17. Debutó en el club el 16 de septiembre de 2017 ante el FK Napredak Kruševac.
El 9 de febrero de 2020, Veselinović fue cedido al Vancouver Whitecaps de la Major League Soccer por toda la temporada con opción de compra. Finalmente, fue adquirido por el club en octubre de 2020.

## Selección nacional
Veselinović fue internacional juvenil por Serbia.
Debutó en la selección de Serbia el 25 de enero de 2021 ante República Dominicana por un amistoso.

## Estadísticas
Actualizado al último partido disputado el 9 de octubre de 2022
| Club                            | Div.          | Temporada     | Liga  | Liga  | Copas nacionales | Copas nacionales | Copas internacionales | Copas internacionales | Total | Total |
| Club                            | Div.          | Temporada     | Part. | Goles | Part.            | Goles            | Part.                 | Goles                 | Part. | Goles |
| ------------------------------- | ------------- | ------------- | ----- | ----- | ---------------- | ---------------- | --------------------- | --------------------- | ----- | ----- |
| FK Vojvodina Serbia             | 1.ª           | 2017-18       | 21    | 0     | 2                | 0                | —                     | —                     | 23    | 0     |
| FK Vojvodina Serbia             | 1.ª           | 2018-19       | 19    | 0     | 2                | 0                | —                     | —                     | 21    | 0     |
| FK Vojvodina Serbia             | 1.ª           | 2019-20       | 19    | 1     | 1                | 0                | —                     | —                     | 20    | 1     |
| FK Vojvodina Serbia             | Total club    | Total club    | 59    | 1     | 5                | 0                | 0                     | 0                     | 64    | 1     |
| Vancouver Whitecaps FC · Canadá | 1.ª           | 2020          | 19    | 0     | 0                | 0                | —                     | —                     | 19    | 0     |
| Vancouver Whitecaps FC · Canadá | 1.ª           | 2021          | 27    | 1     | 1                | 0                | —                     | —                     | 28    | 1     |
| Vancouver Whitecaps FC · Canadá | 1.ª           | 2022          | 31    | 1     | 3                | 0                | —                     | —                     | 34    | 1     |
| Vancouver Whitecaps FC · Canadá | Total club    | Total club    | 77    | 2     | 4                | 0                | 0                     | 0                     | 81    | 2     |
| Total carrera                   | Total carrera | Total carrera | 136   | 3     | 9                | 0                | 0                     | 0                     | 145   | 3     |

## Palmarés

### Títulos nacionales
| Título                          | Club                   | País   | Año  |
| ------------------------------- | ---------------------- | ------ | ---- |
| Campeonato Canadiense de Fútbol | Vancouver Whitecaps FC | Canadá | 2022 |